# Kiliaen van Rensselaer
Kiliaen van Rensselaer (ur. ok. 1585 – 1643) – holenderski kupiec, zaangażowany w handel towarem z kolonialną Ameryką. Początkowo zajmujący się głównie handlem diamentami i perłami,następnie stał się jednym z założycieli i współwłaścicielem Holenderskiej Kompanii Wschodnioindyjskiej, firmy założonej w 1621 roku.
W 1629 roku, Van Rensselaer zakupił posiadłość ziemską w Nowej Holandii, ówczesnej kolonii amerykańskiej i stał się pierwszym legalnym amerykańskim właścicielem ziemskim.
Rensselaerwyck było największym majątkiem ziemskim w kolonii. Kiliaen van Rensselaer nigdy osobiście nie odwiedził swojej posiadłości, raczej wysłał swego kuzyna Arenta Van Curlera do zarządzania majątkiem ziemskim. Syn Van Rensselaera, Jeremias Van Rensselaer, przybył do Nowego Świata i zamieszkał w Rensselaerwyck, dając początek prominenckiej nowojorskiej rodzinie.
Rensselaerwyck zajmował powierzchnię dzisiejszego hrabstwa Albany i Rensselaer, jak również część hrabstwa Columbia i Greene w stanie Nowy Jork.

## Życie prywatne
23 lipca 1616 poślubił Hillegondę van Bijler (ok. 1598 – grudzień 1626). Mieli razem troje dzieci:
- Hendricka[2]
- Johana[2]
- Marię[2]

Po śmierci pierwszej żony Van Rensselaer 14 stycznia 1627 poślubił Annę van Wely, z którą miał ośmioro dzieci:
- Jana Baptista[2]
- Marię[2]
- Jeremiasa[2]
- Hilegondę[2]
- Eleanor[2]
- Nicholasa[2]
- Susannę[2]
- Ryckerta[2]